# 阿馬 (路易斯安那州)
阿馬（英語：Ama）是位於美國路易斯安那州聖查爾斯堂區的一個普查規定居民點。

## 人口
根據2020年美國人口普查的數據，阿馬的面積為11.46平方千米，當中陸地面積為9.07平方千米，而水域面積為2.39平方千米。當地共有人口1290人，而人口密度為每平方千米112.57人。